# Батырмурзаев, Нухай
Нухай Батырмурзаев  (1865, Аксай, Терская область — 18 сентября 1919) — кумыкский писатель-просветитель.

## Биография
Родился в селе Яхсай (Аксай) в Терской области в семье бедняка. Обучался в медресе родного села. Владел арабским, турецким, русским и другими языками. Работал ювелиром.
Рано обучился писать и читать, с детства читал книги на тюркских языках, хорошо был знаком с восточной литературой. В 1916 году вместе с сыном Зейналабидином и другими организовал в Хасавюрте литературно-драматический кружок «Танг Чолпан» («Утренняя звезда»). Заложил основы реалистической прозы в дагестанской литературе.
В целях приобщения кумыков к чтению на родном языке, Н. Батырмурзаев перевел несколько арабских сказок («Синдбад-мореход» и др.). Из его собственной прозы наиболее известны читателю такие его произведения, как «Давуд и Лайла», «Бедная Габибат и несчастная Джанбике». Весной 1918 года возглавил редакцию первого кумыкского журнала «Танг Чолпан» («Утренняя звезда»). Являлся также корреспондентом газет «Танг юлдуз» («Утренняя звезда»), «Вакыт» («Время»), «Мусават» и др. Ведущими темами творчества были вопросы просвещения, женского образования. Первое произведение Н. Батырмурзаева датируется 1906 годом.
Нухай Батырмурзаев вместе с сыном Зайналабидом активно участвуют в революционном движении, издают литературный журнал «Тангчолпан». В 1919 году деникинцы расстреляли его сына Зайналабида, а самого Нухая арестовали. Ему гарантировали жизнь, если он организует издание антибольшевистского журнала и станет его редактором. Эти предложения Нухай гневно отвергает. Тогда деникинцы расстреляли и его.
Нухай Батырмурзаев был не только основателем кумыкской прозы, но также свои чувства и мысли он воплощал в стихах, написанных простым, доступным для простого народа, языком. Он также делал все возможное для просвещения своего народа, приобщения к мировой культуре, передовой цивилизации.